# San Diego Open 1995
Il San Diego Open 1995 è stato un torneo di tennis giocato sul cemento. 
È stata la 17ª edizione del torneo di San Diego, che fa parte della categoria Tier II nell'ambito del WTA Tour 1995
Si è giocato a San Diego negli USA dal 31 luglio al 6 agosto 1995.

## Campionesse

### Singolare
Conchita Martínez ha battuto in finale  Lisa Raymond con il punteggio di 6–2, 6–0

### Doppio
Gigi Fernández /  Nataša Zvereva hanno battuto in finale  Alexia Dechaume-Balleret /  Sandrine Testud con il punteggio di 6–2, 6–1